# Neonesidae inflata
Neonesidae inflata är en kräftdjursart som först beskrevs av Norman 1862.  Neonesidae inflata ingår i släktet Neonesidae, och familjen Bairdiidae. Arten har ej påträffats i Sverige.